# Togo Igawa
Togo Igawa (Tokyo, 26 settembre 1946) è un attore giapponese, principalmente attivo in produzioni europee.

## Carriera
Igawa debutta nel 1979 in Kagirinaku toumei ni chikai blue (Blu quasi trasparente), un film giapponese, ma è soltanto quando inizia a lavorare nel Regno Unito che ottiene ruoli più importanti, inizialmente in varie serie televisive, ed in seguito in produzioni cinematografiche, come Eyes Wide Shut, Topsy-Turvy - Sotto-sopra, Revolver, Memorie di una geisha e L'ultimo samurai. Ha inoltre recitato nel film israeliano A Matter of Size e in quello francese Il riccio; ha lavorato come doppiatore nella serie a cartoni animati Robotboy, dove presta la propria voce al personaggio del Professor Moshimo. È sposato con Adrienne Baba.

## Filmografia parziale

### Cinema
- Mistery (Half Moon Street), regia di Bob Swaim (1986)
- Come una donna (Just Like a Woman), regia di Christopher Monger (1992)
- La chance, regia di Aldo Lado (1994)
- Incognito, regia di John Badham (1997)
- Eyes Wide Shut, regia di Stanley Kubrick (1999)
- L'ultimo samurai (The Last Samurai), regia di Edward Zwick (2003)
- Codice 46 (Code 46), regia di Michael Winterbottom (2003)
- Revolver, regia di Guy Ritchie (2005)
- Speed Racer, regia dei fratelli Wachowski (2008)
- Il riccio (Le Hérisson), regia di Mona Achache (2009)
- Ninja, regia di Isaac Florentine (2009)
- Johnny English - La rinascita (Johnny English Reborn), regia di Oliver Parker (2011)
- Gambit - Una truffa a regola d'arte (Gambit), regia di Michael Hoffman (2012)
- 47 Ronin, regia di Carl Rinsch (2013)
- Hector e la ricerca della felicità (Hector and the Search for Happiness), regia di Peter Chelsom (2014)
- Everly, regia di Joe Lynch (2014)
- Le confessioni, regia di Roberto Andò (2016)
- Mamma Mia! Ci risiamo (Mamma Mia! Here We Go Again), regia di Ol Parker (2018)
- The Gentlemen, regia di Guy Ritchie (2019)
- Tetris, regia di Jon S. Baird (2023)

### Televisione
- The Tribe, regia di Stephen Poliakoff – film TV (1998)
- Street Fighter: Assassin's Fist – webserie, 12 episodi (2014)
- Giri / Haji - Dovere / Vergogna (Giri / Haji) – serie TV (2019)
- Invasion – serie TV, 5 episodi (2021)

## Doppiatori italiani
- Hal Yamanouchi in Il Riccio, Mamma mia! Ci risiamo
- Dario Penne in Street Fighter: Assassin's Fist
- Nino Scardina in Eyes Wide Shut
- Roberto Draghetti in 47 Ronin